# 20. ročník udílení Nickelodeon Kids' Choice Awards
20. ročník Nickelodeon Kids' Choice Awards se konal 31. března 2007 v Pauley Pavilion na UCLA v Los Angeles. Ceremoniál moderoval Justin Timberlake. V průběhu večera vystoupili Gwen Stefani (s Akonem) a Maroon 5.
Online hlasování začalo 5. března 2007. Speciál A Name That Nominee, vysílaný 11. března, moderoval Lil' JJ. Další speciál Deep Inside the KCA's, vysílaný 18. března), vysílala Emma Roberts.

## Moderátoři a vystupující

### Moderátor
- Justin Timberlake

### Hudební vystoupení
- Maroon 5 - "Makes Me Wonder"
- Gwen Stefani feat. Akon - "The Sweet Escape"

### Vystupující a hosté
- Will Ferrell
- Jon Heder
- Emma Roberts
- Nat Wolff
- Alex Wolff
- Hilary Duff
- Ryan Seacrest
- Ice Cube
- Ty Pennington
- Jessica Alba
- Chris Evans
- Chris Brown
- Jamie Lynn Spears
- Hayden Panettiere
- Masi Oka
- Jack Black
- Steve Carell
- Tobey Maguire
- Shia LaBeouf
- Mandy Moore
- Kenan Thompson
- Ryan Sheckler
- Nelly
- George Lopez
- Tyler James Williams
- Bindi Irwin
- Queen Latifah
- Zac Efron
- Devon Werkheiser
- Lil' JJ
- Rihanna
- Jesse McCartney
- Ciara

## Vítězové a nominovaní

### Film

#### Nejoblíbenější film
- Piráti z Karibiku: Truhla mrtvého muže
- Agent v sukni 2
- Klik – život na dálkové ovládání
- Noc v muzeu

#### Nejoblíbenější animovaný film
- Happy Feet
- Auta
- Doba ledová 2
- Za plotem

#### Nejoblíbenější filmový herec
- Adam Sandler (Klik – život na dálkové ovládání)
- Jack Black (Boží zápasník)
- Johnny Depp (Piráti z Karibiku: Truhla mrtvého muže)
- Will Smith (Štěstí na dosah)

#### Nejoblíbenější filmová herečka
- Dakota Fanning (Šarlotina pavučinka)
- Halle Berryová (X-Men: Poslední vzdor)
- Keira Knightley (Piráti z Karibiku: Truhla mrtvého muže)
- Sarah Jessica Parker (Lemra líná)

#### Nejoblíbenější hlas z animovaného filmu
- Queen Latifah jako Ellie (Doba ledová 2)
- Ashton Kutcher jako Elliot (Lovecká sezóna)
- Julia Roberts jako Hova (Mravenčí polepšovna)
- Bruce Willis jako RJ (Za plotem)

### Televize

#### Nejoblíbenější televizní seriál
- American Idol
- Drake a Josh
- Faktor strachu
- Sladký život Zacka a Codyho

#### Nejoblíbenějšítelevizní herečka
- Miley Cyrus (Hannah Montana)
- Emma Roberts (Neslavná)
- Jamie Lynn Spears (Zoey 101)
- Raven-Symoné (That's So Raven)

#### Nejoblíbenější televizní herec
- Drake Bell (Drake a Josh)
- Jason Lee (Jmenuju se Earl)
- Charlie Sheen (Dva a půl chlapa)
- Cole Sprouse (Sladký život Zacka a Codyho)

#### Nejoblíbenější animovaný seriál
- Spongebob v kalhotách
- Kouzelní kmotříčci
- Dobrodružství Jimmyho Neutrona, malého génia
- Simpsonovi

### Sport

#### Nejoblíbenější sportovec
- Shaquille O'Neal
- LeBron James
- Alex Rodriguez
- Tiger Woods

### Hudba

#### Nejoblíbenější písnička
- "Irreplaceable" - Beyoncé
- "Bad Day" - Daniel Powter
- "Crazy" - Gnarls Barkley
- "Hips Don't Lie" - Shakira feat. Wyclef Jean

#### Nejoblíbenější zpěvák
- Justin Timberlake
- Chris Brown
- Jesse McCartney
- Sean Paul

#### Nejoblíbenější zpěvačka
- Beyoncé
- Christina Aguilera
- Ciara
- Jessica Simpson

#### Nejoblíbenější hudební skupina
- The Black Eyed Peas
- Fall Out Boy
- Nickelback
- Red Hot Chili Peppers

### Další

#### Nejoblíbenější videohra
- SpongeBob SquarePants: Creature from the Krusty Krab
- Madden NFL 07
- New Super Mario Bros
- Mario Kart DS

#### Nejoblíbenější kniha
- Harry Potter série
- How to Eat Fried Worms
- Ostrov modrých delfínů
- Řada nešťastných příhod

### Wannabe Award
- Ben Stiller

#### Environmental Celeb
- Emma Roberts